# Humenți, Camenița
Humenți (în ucraineană Гуменці) este localitatea de reședință a comunei Humenți din raionul Camenița, regiunea Hmelnîțkîi, Ucraina.

## Demografie
Componența lingvistică a localității Humenți
     Ucraineană (97,73%)
     Rusă (1,8%)
     Alte limbi (0,47%)
Conform recensământului din 2001, majoritatea populației localității Humenți era vorbitoare de ucraineană (97,73%), existând în minoritate și vorbitori de rusă (1,8%).